# Country Memories
Albums de Jerry Lee Lewis
Country Class
(1976) Jerry Lee Lewis Keeps on Rockin'
(1978)
Country Memories est un album de Jerry Lee Lewis, enregistré sous le label Mercury Records et sorti en 1977.

## Liste des chansons
1. Middle Age Crazy (Sonny Throckmorton)
2. Let's Say Goodbye Like We Said Hello (Jimmie Skinner/Ernest Tubb)
3. Who's Sorry Now? (Kalmar/Ruby/Snyder)
4. Jealous Heart (Jenny Carson (en))
5. Georgia on My Mind (Hoagy Carmichael/Stuart Gorrell)
6. Come on In (Bobby Braddock)
7. As Long as I Live (Dorsey Burnette)
8. (You'd Think By Now) I'd Be Over You (Jerry Foster/Bill Rice)
9. Country Memories (Foster/Price)
10. What's So Good About Goodbye (Bob McDill (en))
11. Tennessee Saturday Night (Billy Hughes)

## Source de la traduction
- (en) Cet article est partiellement ou en totalité issu de l’article de Wikipédia en anglais intitulé « Country Memories » (voir la liste des auteurs).